# Meios quentes e meios frios
Em comunicação, Meios quentes e Meios Frios é uma expressão criada por Marshall McLuhan para distinguir as mídias de acordo com o grau de participação que exigem das pessoas que as consomem.

## Origem

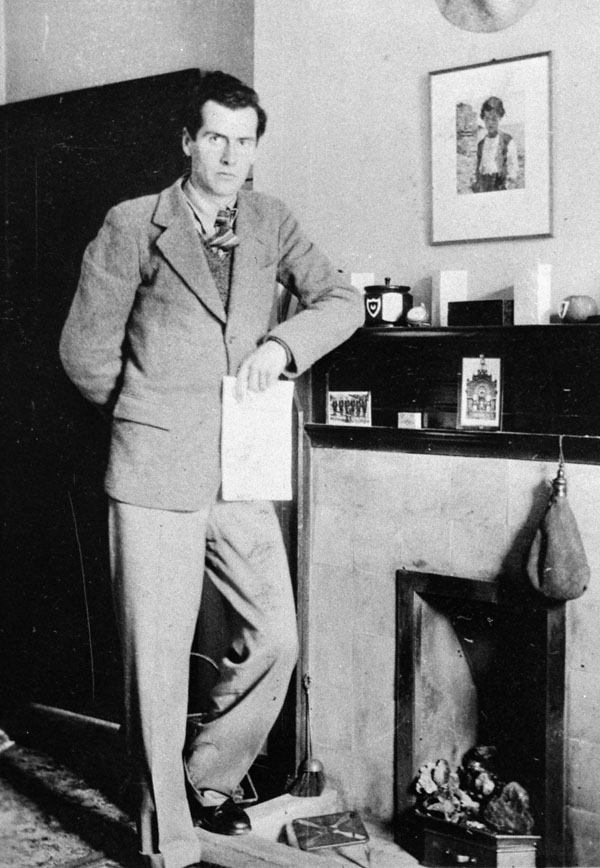
Marshall McLuhan na universidade de Cambridge

Na obra Understanding Media: The Extensions of Man (Os meios de comunicação como extensões do homem, publicada em 1964),  Marshall McLuhan buscou distinguir as mídias de acordo com o grau de participação que exigem das pessoas que as consomem, classificando-as como "hot and cool" (gírias provenientes do jazz). Segundo ele, existem diversos tipos de mídia que coexistem e interagem entre si. Os meios quentes (hot) são aqueles que não exigem grande grau de participação da audiência para compreensão da mensagem. Estes prolongam um único sentido e possuem alta definição. Já os meios frios (cool) requerem grande participação para a construção de sentido, prolongam mais de um sentido (audição e visão por exemplo) e possuem baixa definição. Logo, os meios frios envolvem vários sentidos simultaneamente e disponibilizam menos informações, exigindo a intervenção do espectador para interpretar e completar livremente os vazios deixados pelas mídias, ao passo que os meios quentes não fomentam a imaginação, pois já comunicam de forma explícita e intensa.
Marshall McLuhan nasceu no dia 21 de julho de 1911 em Edmonton, Canadá, e faleceu no dia 31 de dezembro de 1980 aos 69anos, em Toronto, Canadá, após uma sequência de derrames cerebrais.
Começou a estudar Engenharia, mas formou-se em Literatura Inglesa na Universidade de Manitoba, no Canadá. Concluiu seu mestrado e seu doutorado em Filosofia na Universidade de Cambridge e em poucos anos tornou-se um fenômeno acadêmico e cultural, extrapolando as fronteiras canadenses ao escrever livros nos quais analisa os efeitos dos meios de comunicação no passado, no presente, e apresenta apontamentos para o futuro.
Sua exposição mediática e popularidade contrastam, e muito, com a compreensão efetiva dos seus trabalhos para muitos de seus seguidores.
Ao concluir trabalhos fundamentais e atuais para a área da comunicação, originou conceitos através dos quais buscava compreender de que maneira, no decorrer da evolução do homem, se deu seu esforço em adequar o mundo às suas necessidades, a partir de tecnologias que lhe ornamentassem os sentidos e o poder de desenvolver culturas. Além disso, buscou compreender também os efeitos dessas tecnologias sobre os pontos de vista social e psicológico.
Apesar do grande furor, nos anos 80 caiu no esquecimento, voltando ao cenário acadêmico e intelectual a partir dos anos 90 quando suas afirmações pareciam acertadas a partir da profusão da tecnologia dos computadores e da Internet.
O ano de 2011 marcou o centenário de McLuhan, o que gerou comemorações ao redor do mundo. Um século após seu nascimento, a euforia das comemorações, os lançamentos internacionais e a releitura de sua obra resgataram o legado de um pensador e pesquisador que, embora não tenha sido compreendido pelo seu tempo, tem sido aclamado como um visionário que antecipou as respostas para as quais ainda não havia perguntas.

## Os meios de Comunicação como extensões do homem
No livro Os meios de Comunicação como extensões do homem, McLuhan diz que as tecnologias, que seriam consideradas extensões do homem, são qualquer artefato produzido pelo homem. Nascemos apenas com nossos sentidos, no entanto, vamos construindo e incorporando, ao longo da vida, ferramentas que os aperfeiçoam  – as chamadas “extensões". Para o autor, uma extensão ocorre quando um indivíduo faz ou utiliza, algo de maneira que amplie o alcance do corpo e da mente humana de uma nova forma.
Nessa obra, McLuhan discorre sobre como o comportamento humano é influenciado pela linguagem, pelo discurso e pela tecnologia na era das comunicações de massa. Ele passa em revista as tecnologias do passado e do presente, e evidencia de que maneira os meios de comunicação de massa afetam a vida física e mental do homem, levando-o de um mundo linear e mecânico (da Primeira Revolução Industrial) para uma nova realidade da "era eletrônica" dos meios de comunicação, em especial o rádio e a televisão.
McLuhan explica o seu famoso conceito de “Meios quentes e Meios frios”, como resultado da “experiência imediata” da realidade social. Segundo ele, seus críticos foram "incapazes de reconhecer as enormes mudanças estruturais que hoje estão ocorrendo no ambiente humano".
Um dos argumentos centrais do texto é o de que o ser humano estaria a caminho da fase final das extensões do homem: A simulação tecnológica da consciência.

## Meios quentes x Meios frios
"Há um princípio básico pelo qual se pode distinguir um meio quente de um meio frio, como o rádio, do telefone, ou o cinema, da televisão. Um meio quente é aquele que prolonga um único de nossos sentidos e em “alta definição”, enquanto um meio frio prolonga em "baixa definição".
Um meio quente pode ser definido como aquele que prolonga um único de nossos sentidos em alta definição; em saturação de dados.
Ao fornecer um maior número de dados, o meio quente permite pouca ou nenhuma interação com o público, uma vez que não deixa espaço para ser preenchido ou coisas a serem completadas. São exemplos de meios quentes a fotografia, o rádio, o cinema, o livro, o papel e a escrita alfabética.
A participação - ou interação - a qual McLuhan se refere seria no sentido de complementação das informações na mente da audiência, sem a ligação física entre as partes.
Já um meio frio é aquele que prolonga em baixa definição, oferecendo uma quantidade menor de dados; uma menor saturação. Assim sendo, exige maior ação participativa da audiência para preencher e completar a informação com aquilo que ela imagina e compreende de um todo. Justamente por não estar totalmente completo, um meio frio permite maior participação do que um meio quente. O telefone, a televisão e as caricaturas ou desenhos, a fala e meios pesados e maciços usados para a escrita como a pedra são exemplos de meios frios.
Uma das discussões levantadas pelo autor é, justamente, sobre a ideia de "definição". Para ele, "definição" se confunde com intensidade, e essa provoca ou a especialização ou a fragmentação do meio. Logo, quando uma experiência é intensa, é necessário reduzi-la a um estado frio para que seja, então, assimilada.
Para proteger o campo dos valores sociais criou-se a censura, que esfria as experiências aquecidas ao extremo à sociedade, sendo particularmente notável em períodos de novas tecnologias.
As sociedades também podem ser categorizadas como quentes e frias. As sociedades em desenvolvimento seriam as sociedades frias e as sociedades desenvolvidas as sociedades quentes. Com a influência dos meios quentes e frios, podem-se programar culturas inteiras na direção de que seu clima emocional se mantenha estável e equilibrado.

### Rádio
É muito importante o conhecimento da utilização de um meio dentro de uma cultura quente ou fria. O rádio, um exemplo de meio quente, utilizado em uma cultura fria e/ou não letrada, gera um efeito violento; o mesmo não ocorre na América ou Inglaterra, culturas quentes, em que o rádio é considerado divertimento. Uma cultura fria não consegue aceitar o rádio como um simples divertimento, pois este é perturbador, assim como a televisão, um meio frio, foi para nossa cultura quente altamente letrada.
“Não há dúvida de que estamos chegando bastante próximos de um mundo controlado automaticamente, a ponto de podermos dizer: ‘Menos seis horas de rádio na Indonésia, na próxima semana, senão haverá uma grande queda no índice de atenção literária.’ Ou: ‘Programemos vinte horas mais de TV na África do Sul, na próxima semana, para esfriar a temperatura tribal, elevada pelo rádio na última semana.’

### Dança
Os diferentes tipos de danças também podem ser classificados como quentes e frios. McLuhan cita que no século XX, o século do Jazz, existe a tendência de subestimar o aparecimento da valsa. Uma dança que teve fundamental papel para romper as barreiras formais da dança coral e palaciana, típica representação do feudalismo. Dessa forma, a valsa é uma dança quente, adequada aos tempos industriais, com mecânica, rapidez e uniformidade; contudo vê-se o twist, uma dança fria, pois tem seus gestos improvisados, envolventes e tagarelas.
O Jazz, já citado, era quente (hot jazz) no tempo do cinema e do rádio, que eram novos meios quentes. Em si mesmo, porém, o jazz tende a ser forma dançável de diálogo informal, tendo muito pouco das formas mecânicas e repetitivas da valsa. Depois que o primeiro impacto do rádio e do cinema foi absorvido, o jazz frio (cool jazz) surgiu naturalmente.

### Telefone
O telefone é um meio frio, ou de baixa definição, porque ao ouvido é fornecida uma magra quantidade de informação. Para McLuhan, a fala é um meio frio de baixa definição, porque muito pouco é fornecido e muita coisa deve ser preenchida pelo ouvinte. De outro lado, os meios quentes não deixam muita coisa a ser preenchida ou completada pela audiência. Segue-se naturalmente que um meio quente. como o rádio, e um meio frio, como o telefone, têm efeitos bem diferentes sobre seus usuários.

### Inversão de um Meio Sobreaquecido
Quando se opta por substituir um meio frio por um meio quente, há a diminuição - ou o impedimento - da participação das pessoas, tendo em vista que o novo meio é completo e não deixa margem para que seja preenchido. Em qualquer meio existe o “limite de ruptura", no qual o sistema se transforma em outro ou atinge um ponto irreversível em seu processo dinâmico, e a consequência mais comum das causas de ruptura é o cruzamento com outro sistema. Esse limite pode ser atingido pela interação de dois meios, como por exemplo a interação do cinema antigo (um meio frio) com o rádio (um meio quente), dando origem ao cinema falado, que é um meio quente.
"Hoje, a rodovia que ultrapassa seu limite de ruptura transforma as cidades em auto-estradas, enquanto estas mesmas vão adquirindo um caráter urbano contínuo. Outra reversão característica do limite de ruptura rodoviário é que o campo deixa de ser o centro de todo trabalho e a cidade deixa de ser o centro do lazer. O progresso das estradas e dos transportes provocou a reversão da antiga estrutura: as cidades se tornaram centros de trabalho, os campos passaram a servir ao lazer e à recreação."

## Criticismo
Todo o trabalho de McLuhan gerou grande visibilidade. Com isso, enquanto muitos se entusiasmaram com o professor da Universidade de Toronto, muitos outros fizeram críticas duras, por vezes até pessoais e inflamadas.
Os muitos críticos ao trabalho de McLuhan consideravam-no apolítico, supervalorizador da cultura norte-americana e julgavam seus livros confusos.
Inclusive, certos autores consideram o conceito de "meios quentes e meios frios" o mais infeliz de McLuhan e o que mais fragilizou seu trabalho, funcionando, dessa forma, como um prato cheio para os seus críticos, uma vez que as objeções são irrespondíveis.
Uma das críticas sobre este conceito é feita por James W. Carey (1967). Sua crítica baseia-se primeiramente no fato de utilizar a qualidade de “temperatura” e aplicá-la não só aos meios de comunicação mas também a pessoas, culturas, danças, automóveis, esportes entre outros. Além disso, meios que eram considerados frios em um momento, em outro momento eram considerados quentes. Para Carey, se torna difícil compreender se essa “temperatura” é uma propriedade intrínseca do meio ou se a definição de meio quente ou frio é relativa a outro meio quando comparado. Dessa forma, a classificação parece ser definida de maneira arbitrária, tendo em vista que não há clareza na proposta. Não importa, nesse sentido, o conteúdo dos meios, mas sim o impacto físico dos meios sobre os órgãos sensoriais.
Para Rosenthal (1969), McLuhan não deixa claro de que maneira as sensações produzidas pelo uso dos meios são registradas em nossas mentes. Sendo assim, as pessoas parecem assistir televisão como inertes, sem consiência direta, pois nada podem fazer contra os efeitos dos sentidos, já que não possuem consiência direta dos seus efeitos. Uma vez que a consciência entra em cena, ela prejudica a noção de uma sensação pura, introduzindo outros elementos como o pensamento e a interpretação. As sensações não são elaboradas pela consciência e, por isso, estar consciente significa tirar a sensação do seu caráter imaginativo. As sensações evocadas pelos meios estariam estabelecendo uma revolução na consciência sem a intervenção da mesma, possibilidade descartada pelo crítico.
No entanto, o argumento de McLuhan na modificação do equilíbrio sensorial não cai devido a esses problemas relacionados à classificação entre meios quentes ou frios. É o caso de Kenneth E. Boulding (1965), que considera inadequada a terminologia utilizada por McLuhan e ruim a exploração da mesma. Ainda assim, a considera como uma ideia importante. O problema é que, segundo Carey, a diferenciação entre meios quentes ou frios é a tese principal de McLuhan para a maioria dos críticos.
Apesar das controvérsias geradas sobre seus trabalhos, devido a sua fama, McLuhan foi muito requisitado para entrevistas na televisão e até para aparições no cinema - no filme Annie Hall, de Woody Allen, em 1967.
Em seu livro A televisão levada a sério, Arlindo Machado explica a relação de McLuhan com esse meio:
"Se para Adorno a televisão é congenitamente 'má', não importando o que ela efetivamente veicula, para McLuhan a televisão é congenitamente 'boa' nas mesmas condições. Porque a imagem de televisão é granulosa, é mosaicada, por que a sua tela pequena e de baixa definição favorece uma mensagem incompleta e fria, porque as suas condições de produção pressupõem processos fragmentários abertos e ,ao mesmo tempo, uma recepção intense e participante, por razões dessa espécie, a TV nos proporciona uma experiência profunda, que em nenhum outro meio se pode obter da mesma forma.”
Muitas das críticas feitas ao autor referem-se ao fato do mesmo se mostrar um defensor e extremista do determinismo tecnológico. No qual as tecnologias se impõem as sociedades, alterando e determinando a dinâmica das relações sociais e culturais.
“Para Dell Hymes o contraste apontado por McLuhan entre oralidade e escrita tipográfica é levada ao extremo. O meio é então transformado na característica primária e determinante, e as explicações por vezes é baseada em um pouco de evidência, em outras apenas em afirmação pura. Até mesmo o Raymond Williams, considera que os efeitos existem e que são importantes na configuração social e assim como os seus efeitos na percepção, mas faz a crítica a McLuhan dizendo que o mesmo faz uma relação causal e contando apenas com um fator e determinante. E no caso de McLuhan a situação do determinismo é ainda mais difícil devido a pouca evidência empírica que o mesmo oferece para demonstrar o desenvolvimento do meio.”
Algumas críticas são contundentes e apontam para áreas onde aqueles empenhados em dar continuidade aos apontamentos de McLuhan podem agir cautelosamente. Outra quantidade infindável de autores procura esclarecer e também estender alguns dos pontos críticos do trabalho de McLuhan. Outras propostas, devido ao considerável volume de críticas, deixam à impressão de que estas estão se dirigindo aos pontos centrais do trabalho de McLuhan quando, em muitos casos, atingem o que podemos chamar de "propostas secundárias", mantendo assim, o núcleo duro do pensamento do autor.
Nessa tentativa de compreender McLuhan, fazê-lo a partir de seus vários críticos permite vê-lo com outros olhos. Como diz Dean Walker (1965), "nosso principal obstáculo na discussão com o autor é justamente nossa incapacidade de aceitar McLuhan sobre seus termos".
Em seus últimos anos de trabalho e, em parte, como uma resposta aos seus críticos, McLuhan desenvolveu uma base científica para o seu pensamento em torno do que ele chamou de “tétrade”. Através de quatro perguntas, proporciona uma nova ferramenta para olhar para a nossa cultura.
A primeira dessas perguntas é "O que a nova tecnologia vai aperfeiçoar?". Tomando o exemplo da Internet, em um nível tecnológico, ela intensifica o fluxo de informações não-territoriais; em um nível social, intensifica a quebra das fronteiras (junto com a migração e o fortalecimento das entidades políticas supranacionais); e em nível cultural, intensifica a substituição de estruturas lineares e lógicas por outras paradigmáticas, não-lineares. A segunda pergunta é: "O que essa tecnologia vai tornar obsoleto?" No exemplo do carro, ele torna a caminhada obsoleta, enquanto o telefone faz com que sinais de fumaça ou pombos-correio tornem-se desnecessários. A terceira pergunta é: "O que essa tecnologia pode recuperar de tudo que perdemos?" A partir do carro, recuperamos o senso de aventura e, através do rádio, o espírito comunitário. A quarta e última pergunta é: "Como essa ferramenta vai se reverter quando levada ao limite?" De meio criado primeiramente para comunicação ponto a ponto, o rádio se tornou massivo, mobilizador, um “meio quente” e rápido para transmitir informação, notícias e realizar prestação de serviços.